# کلارا لیند
کلارا آگوستا برنهاردینا لیند (انگلیسی: Klara Lindh; ۲۱ فوریهٔ ۱۸۷۷ – ۸ مارس ۱۹۱۴) ویراستار، و فعال حق رأی اهل سوئد بود.
او هماهنگ‌کنندهٔ انتشار مجموعه‌ای از مقالات نوشته‌شده توسط زنانی بود که به حق رأی زنان علاقه‌مند بودند و این کار تحت نظارت انجمن ملی حق رأی سیاسی زنان سوئد (LKPR) انجام شد که او عضو هیئت مرکزی آن بود. کلارا لیند خود نیز چندین مقاله دربارهٔ این موضوع نوشت. او به‌واسطهٔ تعهد عمیقش، به نیروی محرکهٔ انجمن حق رأی در یول، شهری بزرگ در شمال استکهلم، تبدیل شد. او در سن ۳۷ سالگی، پس از انجام عمل جراحی، درگذشت؛ پنج سال پیش از آن‌که زنان سوئدی حق رأی به دست آورند.

## زندگی‌نامه
کلارا آگوستا برنهاردینا همبرگ در ۲۱ فوریهٔ ۱۸۷۷ در استکهلم زاده شد. او دختر صاحب کارخانه، بنگت نیلسون همبرگ و همسرش کلارا شارلوتا با نام خانوادگی پیشین کارلسون بود. کلارا کوچک‌ترین فرزند از سه فرزند خانواده بود. او در خانواده‌ای مرفه و تجاری در مرکز استکهلم رشد کرد. در شانزده‌سالگی، در مدرسهٔ بازرگانی فرانتس اُ. ابل آموزش حسابداری دید. در فوریهٔ ۱۸۹۷، با کارل مگنوس لیند نامزد شد؛ کسی که در دانشگاه استکهلم در رشتهٔ روزنامه‌نگاری تحصیل کرده بود. آن دو در نوامبر همان سال ازدواج کردند و به یول (گِفل) رفتند، جایی که لیند در سال ۱۸۹۶ به‌عنوان سردبیر روزنامهٔ یول دَگبلاد منصوب شده بود. آن‌ها صاحب سه فرزند شدند.
در سال ۱۹۰۷، انجمن LKPR از کلارا لیند خواست مجموعه‌ای از مقالات را منتشر کند که هدف آن تشویق سیاستمداران و عموم مردم به درک دلایل حق داشتن رأی برای زنان بود. این مقالات به‌قلم ۴۵ شخصیت برجستهٔ سوئدی نوشته شد که از این میان، ۴۰ نفر زن بودند. هر ماه یک مقاله منتشر می‌شد و این روند تا سال ۱۹۲۰ ادامه یافت و درمجموع ۱۲۹ مقاله به چاپ رسید. شخصیت‌های برجستهٔ جنبش حق رأی زنان نیز در این مجموعه مشارکت داشتند؛ ازجمله فریگا کارلبری (با ۱۲ مقاله)، گولی پترینی (۱۰ مقاله) و الن هاگن (۸ مقاله). حدود ۳۵ روزنامه، عمدتاً با گرایش سیاسی لیبرال، در انتشار این مقالات مشارکت داشتند. کلارا لیند در مقاله‌ای که خود در سال ۱۹۱۲ نوشت، اظهار داشت: «و تا زمانی‌که اهداف کاملاً محقق نشده‌اند، جنبش حق رأی زنان نباید و نخواهد توانست از تلاش‌های فداکارانه و پرشور حامیان خود دست بکشد.» الین وگنر نیز که در این مجموعه مقاله نوشته بود، در نامه‌ای به سیگنه برگمان، رئیس LKPR، بر اهمیت این مجموعه تأکید کرد. مقالات به‌دست کلارا لیند و همکارش گردا مودن انتخاب می‌شد و ابتدا به‌طور رایگان توسط روزنامهٔ یول دگبلاد منتشر می‌گردید؛ سپس نمونه‌های چاپی آن به دیگر روزنامه‌ها فروخته می‌شد. زمانی‌که مجموعه در سال ۱۹۲۰ به پایان رسید، مودن گزارشی از موفقیت کلی آن ارائه کرد که شامل سود مالی چشم‌گیری نیز بود.
افزون‌بر ویراستاری و نویسندگی، کلارا لیند نیروی محرکهٔ پشت انجمن حق رأی زنان در یول بود و از سال ۱۹۰۹ تا پایان عمرش ریاست آن را بر عهده داشت. او به‌طور ناگهانی در ۸ مارس ۱۹۱۴ در یول، پس از یک عمل جراحی، درگذشت؛ احتمالاً به‌دلیل ابتلا به سرطان از دنیا رفته است.